# Шах Ісмаїл Хатаї (станція метро)
40°23′43″ пн. ш. 49°52′56″ сх. д. / 40.39528° пн. ш. 49.88222° сх. д.
«Шах Ісмаїл Хатаї» (азерб. Şah İsmail Xətai) — кінцева станція другої лінії Бакинського метрополітену, розташована від станції «Джафар Джаббарли» і названа на честь класика азербайджанської поезії Шах Ісмаїл Сефеві. До 1988 року носила назву станції «Шаумян», на честь діяча революційного руху в Азербайджані, Степана Шаумяна.

## Характеристика

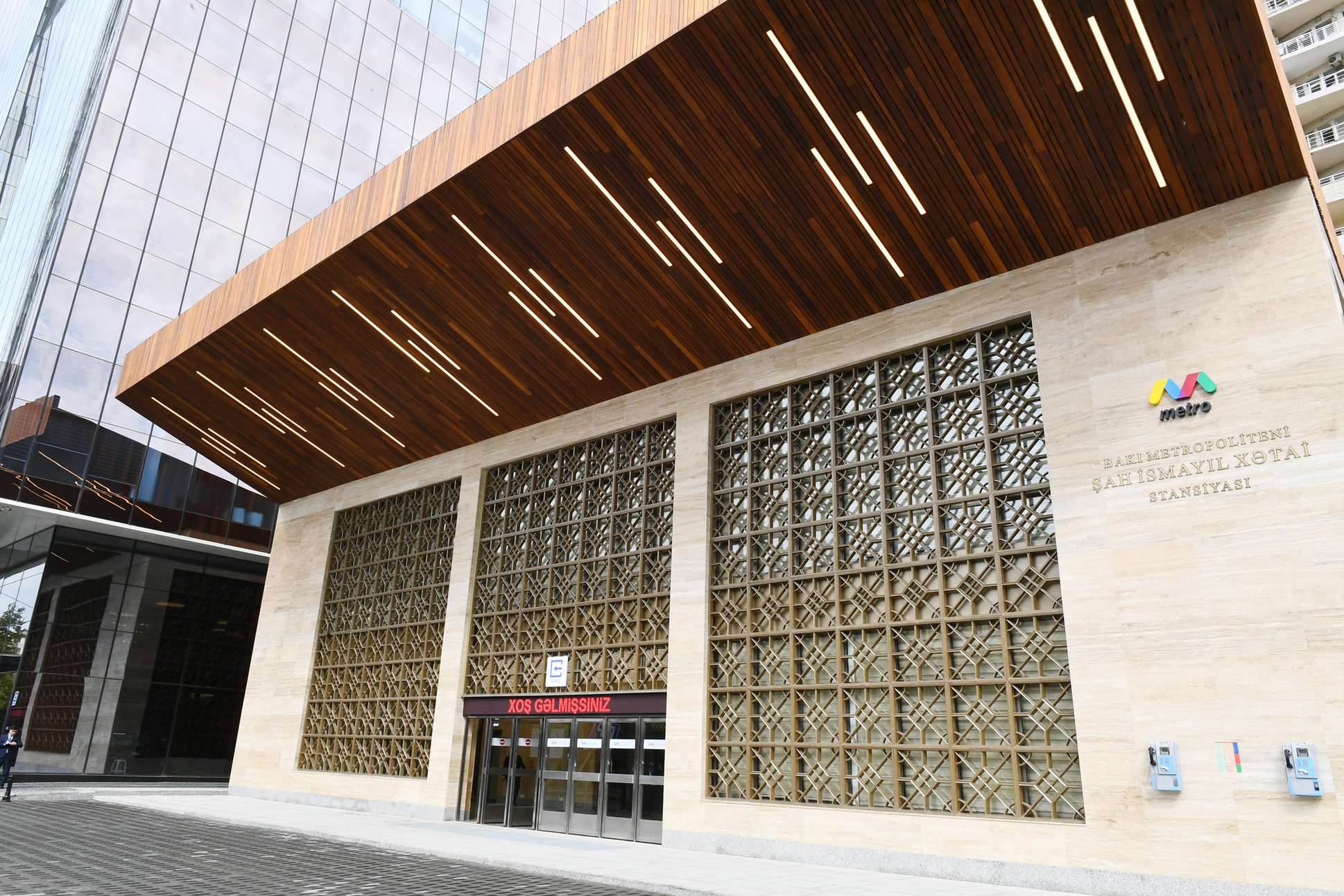

Станція відкрита 22 лютого 1968, розташована в «Чорному місті». Виділяється серед будинків її красивий двоповерховий вестибюль з буквою «М» на фасаді. Її вестибюль на відміну від інших станцій облицьований не білим каменем, а травертином, який добре піддається шліфовці і поліровці, більш міцний і має гарний колір — кава з молоком. Прикрашають фасад вестибюля декоративні національні решітки «Шебеко», ще захищають і від сонця. Станційний зал, як і інші станції глибокого закладення, пілонного типу. Пілони дуже масивні, облицьовані біло-рожевим мармуром і на рівні людського зросту оперезані чорними лініями. Карниз залу софітні, із стрілчастим національним візерунком, стать темно-червоний. Полірований граніт підлоги відображає підсвічений стеля, це немов поглиблює зал, розсовує його.
В кінці 80-х була закрита на реконструкцію (станція проектувалася як перша з запланованої нової гілки метро), проте, через сильне падіння азербайджанської економіки на початку 90-х років, реконструкція другої гілки була заморожена. В результаті вийшов одноколійний потік, по якому ходив потяг-човник. Міжпілонні проходи до невикористовуваної колії були закриті решітками.
У грудні 2008 року було відкрито для руху й друга колія, таким чином між станціями «Джафар Джаббарли» і «Шах Ісмаїл Хатаї» ходять 2 човника по двох коліях. У перспективі, коли будуть готові тунелі між «Джафар Джаббарли» і «Нізамі Гянджеві», станція стане кінцевою на зеленій гілці.
Конструкція станції —  пілонна трисклепінна.